# Автомагістраль G22 Циндао-Ланьчжоу
Автострада Циндао–Ланьчжоу (кит.: 青岛—兰州高速公路), позначається як G22 і зазвичай називається швидкісною магістраллю Цінлан (кит.: 青兰高速公路) — швидкісна дорога, що з'єднує міста Ціндао, Шаньдун, Китай, і Ланьчжоу, Ганьсу. Має 1,795 км у довжину. 
Цю швидкісну автомагістраль іноді називають швидкісною автострадою ЦінХун (приклад можна побачити на будівлі біля північного виїзду з Ханьдань, де написано «комітет адміністрації швидкісної дороги ЦінХун»). Деякі джерела стверджують, що «Хонг» стосується перевалу Хунжераб, хоча маршрут на захід від Ланьчжоу невідомий.
Маршрут G22 між швидкісною автострадою S2201 Кільце Ханьдан та Ляочен невідомий. Північний маршрут через округ Гуантао позначений G22 на захід від шосе 260 провінції Шаньдун (у Гуаньсяні) та швидкісної дороги S1 провінції Шаньдун (Цзінань-Ляочен) на схід від цієї точки. Південний маршрут через округ Дамін позначений G22 на схід від шосе 324 провінції Шаньдун (у Дун'е) та швидкісної дороги Ханьдань-Дамін (без нумерації) на захід від цієї точки. Таким чином, ділянки не з’єднані одна з одною, позначені як G22, навіть якщо між Ханьдань і Ляочен є дві безперервні швидкісні дороги.